# Дос Сантос, Мауро
Мауро Хавьер дос Сантос (исп. Mauro Javier dos Santos; 7 июля 1989, Ломас-де-Самора) — аргентинский футболист, защитник клуба «Тенерифе».

## Карьера
Его профессиональная карьера началась в футбольном клубе «Банфилд» 22 июня 2008 года с дебюта в матче против «Ривер Плейт».
После трёх сезонов с аргентинской командой переехал за границу и заключил профессиональное соглашение с испанской командой
«Реал Мурсия». 21 августа 2012 года провёл свою первую игру в лиге против «Кордобы». 29 сентября забил свой первый гол за команду.
22 июля 2014 года подписал контракт на один год с клубом «Альмерия». 23 августа провёл свою первую встречу.
21 июля 2015 года заключил соглашение с клубом «Эйбар». Причиной этому стал вылет клуба «Альмерия» из Примеры по итогам сезона 2014/15 года. Соглашение с «Эйбаром» было рассчитано до лета 2016 года.